# Добруша (Теленештский район)
Добруша (рум. Dobruşa) — село в Теленештском районе Молдавии. Наряду с сёлами Негурены и Керсак входит в состав коммуны Негурены.

## География
Село расположено на высоте 69 метров над уровнем моря.

## Население
По данным переписи населения 2004 года, в селе Добруша проживает 29 человек (12 мужчины, 17 женщин).
Этнический состав села:
| Национальность | Число жителей | Процентный состав |
| -------------- | ------------- | ----------------- |
| молдаване      | 23            | 79.31             |
| украинцы       | 6             | 20.69             |
| Всего          | 29            | 100%              |